# Episodio 1... In questo mondo
Episodio 1... In questo mondo è il sesto album in studio del cantautore italiano Paolo Vallesi, pubblicato nel dicembre 2015.

## Tracce
1. In questo mondo – 3:45 (Paolo Vallesi, Pio Stefanini)
2. Il mio amore – 3:27 (Paolo Vallesi, Enrico Rialti)
3. Fiorentini – 3:40 (Paolo Vallesi, Pio Stefanini, Sighieri, Ciappelli, Marco Colavecchio)
4. Il mio pensiero – 3:33 (Paolo Vallesi, Bosio, Canazza, Abate)
5. Respirare – 3:42 (Paolo Vallesi, Enrico Ruggeri) – feat. Enrico Ruggeri
6. Il bello che c'è – 3:42 (Paolo Vallesi, Pio Stefanini, Marco Colavecchio)
7. Il cantante e il calciatore – 4:21 (Andrea Pazzagli) – feat. Rino Gattuso

Durata totale: 26:10